# Complesso nuragico di Romanzesu
Il complesso nuragico di Romanzesu (XIV - VII sec a.C) è un sito archeologico che si trova a 750 m s.l.m. in località "Pudd' Arvu", in un incontaminato scrigno naturale di sughere e suggestivi affioramenti granitici, a circa 13 chilometri da Bitti, in provincia di Nuoro.
Si tratta di un villaggio santuario nuragico esteso per oltre sette ettari risalente all'Età del bronzo, vicino alla sorgente del fiume Tirso, e che comprende il pozzo sacro, collegato da un lungo corridoio con ambienti gradonati a un grande anfiteatro a gradoni, capanne a planimetria ellittica, capanne delle riunioni, capanna a settori, due templi a mégaron, un tempio rettangolare o Heroon, e una grande struttura circolare labirintica. Attualmente solo un decimo dell'area archeologica è stata portata alla luce da sette campagne di scavo effettuate tra la fine degli anni '80 e il 2001, condotte dalla Dott.ssa Maria Ausilia Fadda, già Direttore Archeologo Coordinatore presso la Soprintendenza per i Beni Archeologici per le Province di Sassari e Nuoro.
Il toponimo "Romanzesu" deriva probabilmente dalla presenza di testimonianze di epoca romana nelle vicinanze del sito. A poca distanza è stata rinvenuta in località "Sa Pathata" una stele funeraria del soldato Decumus, morto a 32 anni, dopo aver prestato servizio nella Cohors Aquitanorum per 15 anni. Altre evidenze riferibili a strutture romane sono state documentate in località "Solle", "Muru 'e colovras".

## Gli scavi

### Storia
Le prime notizie risalgono al 1919, quando l'archeologo Antonio Taramelli, durante dei lavori di ricerca d'acqua eseguiti del proprietario del fondo, venne informato della presenza del pozzo sacro. In seguito agli scavi, la scala trapezoidale che scendeva al pozzo venne in parte distrutta dagli operai e l'acqua sorgiva incanalata verso un abbeveratoio.

## Il complesso nuragico

### Il pozzo sacro
Il pozzo sacro si trova al centro dell'area sacra. Di esso rimangono diciannove filari in blocchi di granito. Ha una struttura a tholos, cioè con pianta circolare e copertura a pseudocupola ogivale; i muri poggiano sulla roccia da cui sgorga la sorgente. Il vano del pozzo dispone di una panchina che doveva in origine seguire tutta la circonferenza.
Si ritiene possa risalire all'Età del bronzo recente e finale (XIII-IX secolo a.C.) e che fosse un tempio a pozzo legato al culto delle acque.
Esso è infatti collegato all'anfiteatro da un canale gradonato lungo 42 metri, l'acqua sorgiva veniva qui incanalata fino a confluire nel vascone anfiteatro.
Ai lati del pozzo sono stati riportati alla luce due betili (piccoli cippi in granito simboleggianti la divinità).

### L'anfiteatro
L'anfiteatro è una grande vasca circolare su un dislivello di 1,60 metri che probabilmente raccoglieva l'acqua del pozzo quando essa superava il livello della scala. È circondata da sei tribune a gradoni, su cui probabilmente si raccoglieva la gente del villaggio. Originariamente doveva essere lastricato.
La vasca probabilmente era utilizzata per le abluzioni rituali e altri riti politico-religiosi e, forse, anche per l'ordalia dell'acqua nei giudizi sui delitti contro la proprietà, come riportato dallo scrittore romano del III sec. d.C Gaio Giulio Solino.

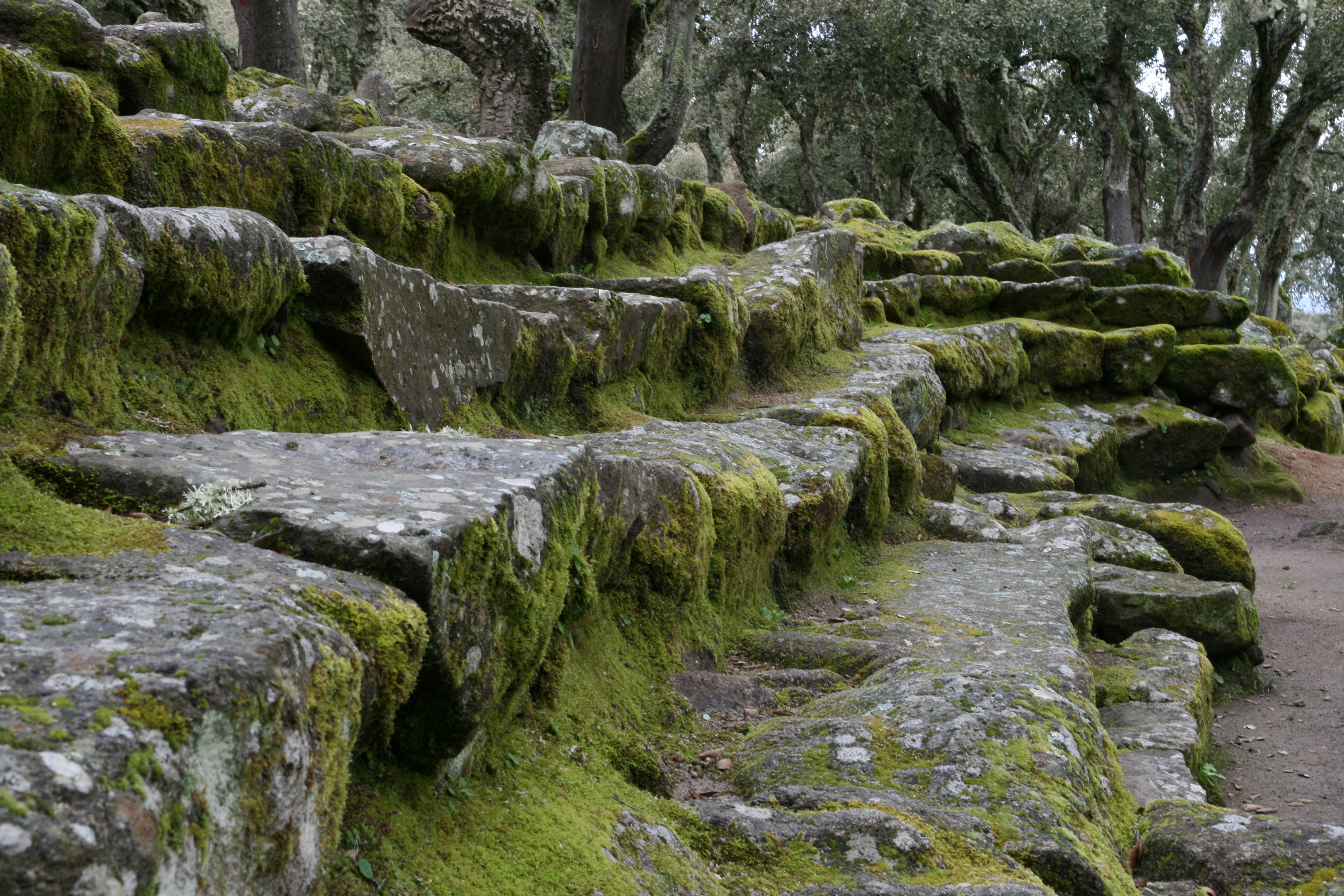
Canale a gradoni

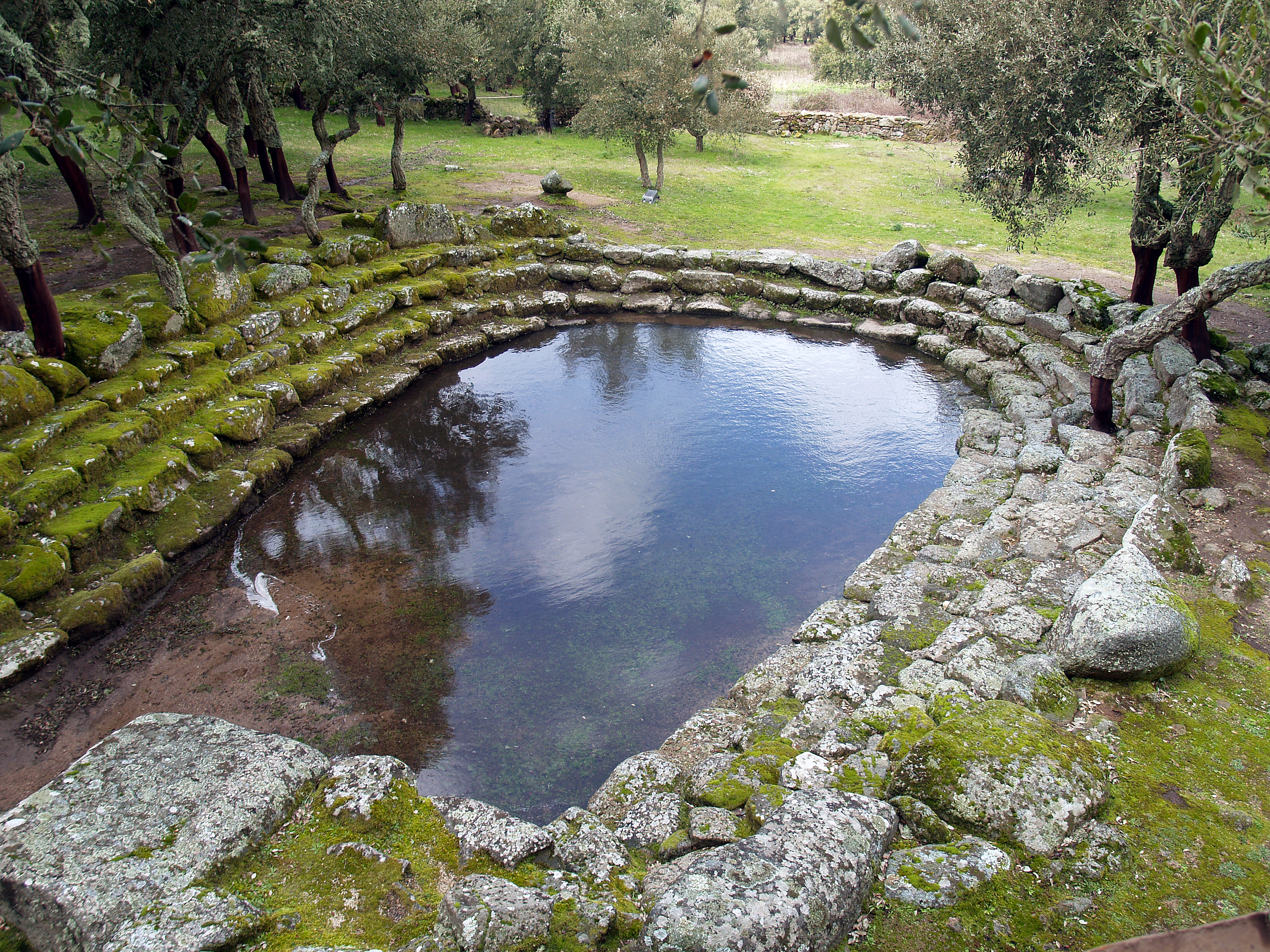
Vascone a gradoni

### Le capanne delle riunioni

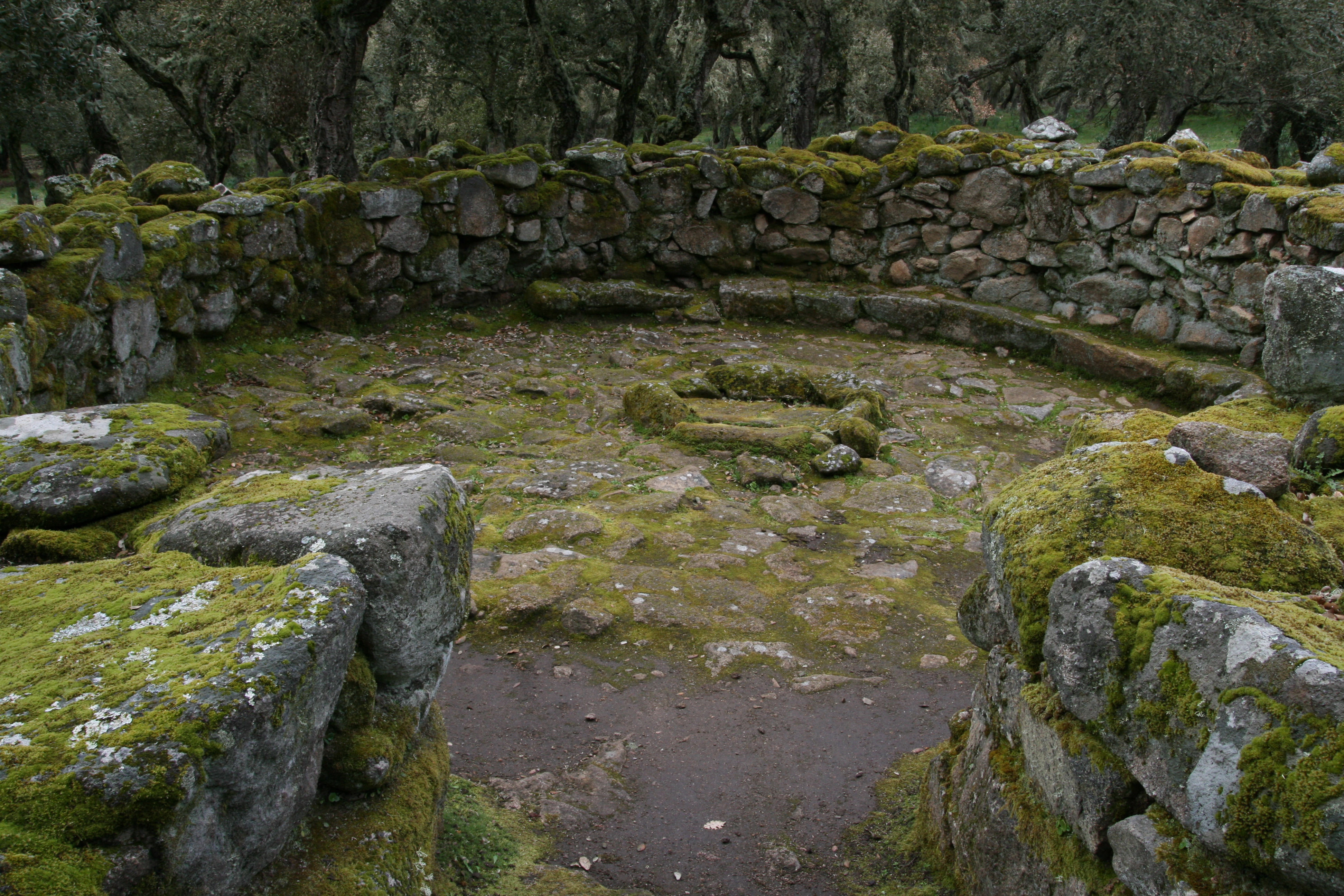
Capanna delle riunioni con sedile perimetrale interno e focolare centrale

Le capanne cosiddette "delle riunioni" (cinque quelle venute alla luce) del villaggio nuragico hanno pianta circolare e pavimento lastricato. All'interno vi è un sedile di pietra perimetrale ed un focolare sempre in pietra posto al centro del vano. Alcune di esse sono di grandi dimensioni e si distinguono per la presenza di nicchie, focolare centrale e un muro divisorio interno.
Presso una delle capanne è stato ritrovato un reperto in ceramica di tipo red slip ware risalente al VII sec.a.C, che (al momento) data il periodo di abbandono del villaggio.

### I templi

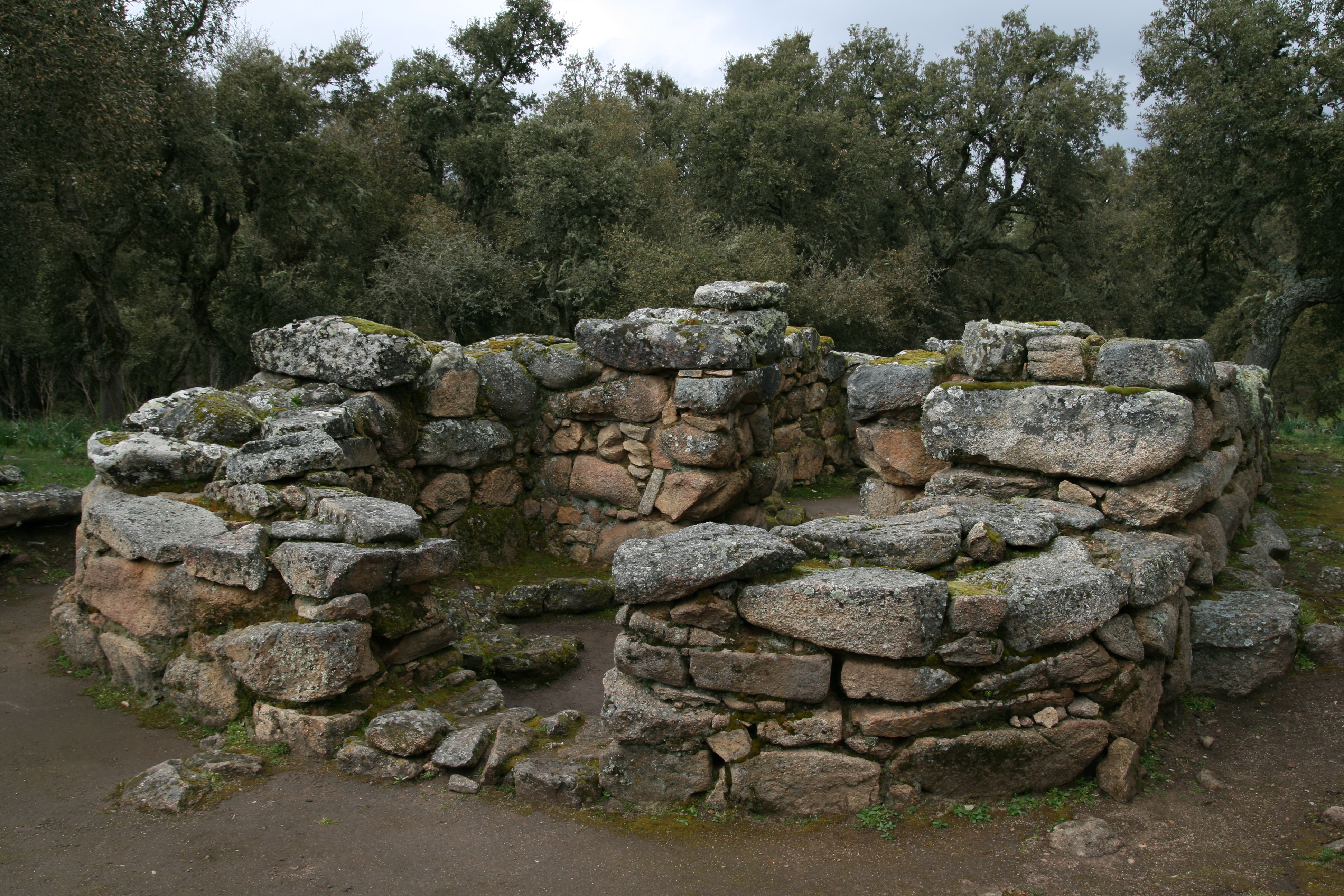
Tempio a megaron (A). Vista frontale

Nel complesso nuragico sono stati rinvenuti due templi a megaron (A e B), più propriamente della tipologia doppiamente in antis, cioè con i muri dei lati lunghi che fuoriescono sia dalla parte dell'ingresso che sul retro, di forma rettangolare allungata con un vestibolo che precede la cella.
Il tempio a megaron A, era originariamente costruito con i muri laterali della cella prolungati ad anta sulla facciata e sul retro ed ha un vestibolo i cui muri sono costruiti con l'impiego di pietre più piccole e disposte in modo più accurato. All'interno vi è una cella che conserva i banconi perimetrali per la deposizione delle offerte votive, una fossetta circolare che originariamente forse fungeva da sostegno per i contenitori che raccoglievano una riserva d'acqua per le abluzioni rituali, o che forse alloggiava un elemento architettonico, e tracce dell'originario pavimento in argilla.
Lo scavo documenta tre fasi edilizie:
- prima fase (XV-XIV secolo a.C.) durante la quale il tempio venne costruito.
- seconda fase (XIII-XI secolo a.C.) durante la quale venne costruita una facciata rettilinea che chiudeva la parte originaria prolungata ad anta
- terza fase (X-IX secolo a.C.) durante la quale venne abbattuta la facciata rettilinea e creato un ambiente con fronte absidato che aumentò lo spazio del vestibolo. Furono inoltre coperte le due fosse circolari e la porta d'ingresso venne parzialmente occultata da un piano di piccole pietre che dovevano sostenere il nuovo pavimento.

Si suppone che in quest'epoca il tempio abbia conosciuto un graduale abbandono (le cui ragioni sono tuttora sconosciute) oppure sia stato destinato ad uso non esclusivamente religioso.

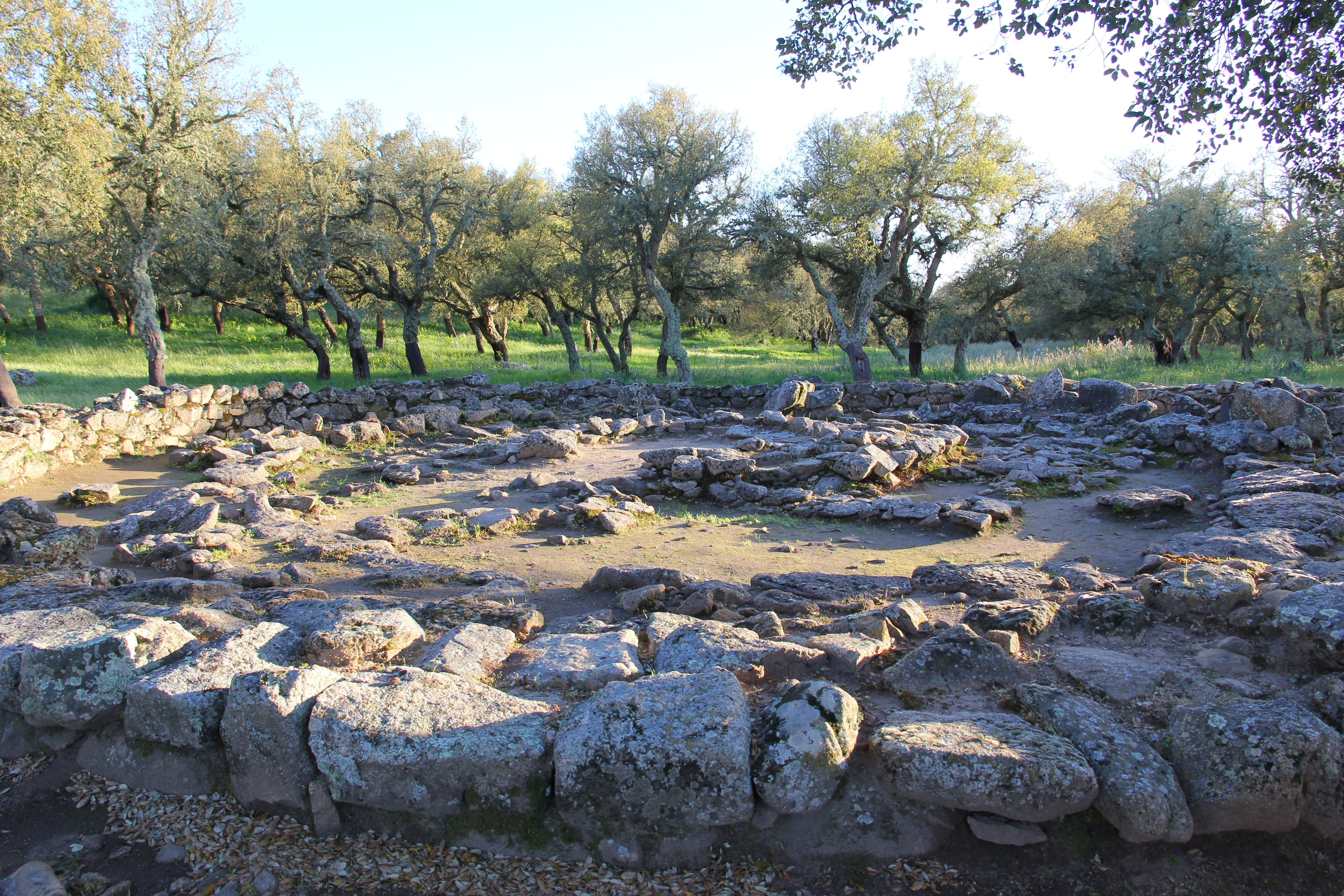
Labirinto nuragico

### Il labirinto
Il cosiddetto labirinto, è una struttura di muri concentrici databile al XIII-IX secolo a.C. che introduce, attraverso un corridoio ad anello, in un vano centrale rotondo (che in origine doveva essere coperto come le altre capanne) al cui centro vi è un basamento circolare in pietra e che conserva una parte di pavimentazione lastricata.
All'interno del vano centrale sono stati rinvenuti più di un migliaio di ciottoli fluviali di quarzo bianco e rossiccio. L'ambiente, danneggiato da scassi clandestini, ma ben visibile nella sua monumentalità, ha inoltre restituito un particolare reperto di collo di fiasca del pellegrino a forma di torre di nuraghe.